# Києво (Великопольське воєводство)
Києво (пол. Kijewo, нім. Stockheim) — село в Польщі, у гміні Сьрода-Велькопольська Сьредського повіту Великопольського воєводства.
Населення — 328 осіб (2011).
У 1975-1998 роках село належало до Познанського воєводства.

## Демографія
Демографічна структура станом на 31 березня 2011 року:
|          | Загалом | Допрацездатний вік | Працездатний вік | Постпрацездатний вік |
| -------- | ------- | ------------------ | ---------------- | -------------------- |
| Чоловіки | 177     | 48                 | 114              | 15                   |
| Жінки    | 151     | 24                 | 95               | 32                   |
| Разом    | 328     | 72                 | 209              | 47                   |